# Успенська вулиця (Умань)
Успенська вулиця — вулиця в Умані. Слугує зручною артерією, яка обходить центральну частину міста дугою з південного заходу.

## Розташування
Починається від вулиці Незалежності біля краєзнавчого музею. Простягається на північний схід до вітамінного заводу, потім повертає на північ до Міщанського кладовища. Закінчується на перетині з вулицею Тищика.

## Опис
Вулиця широка, по 1-2 смузі руху в кожен бік, трохи звужена на ділянці між вулицями Грушевського та Радзієвського. Має декілька вигинів. Спускається від вулиці Грушевського та піднімається від Пролетарського провулку.

## Історія
До 2016 року вулиця мала назву вулиця Ленінської Іскри.

## Будівлі
По вулиці розташовані лікеро-горілчаний, пивоварний та вітамінний заводи, філія краєзнавчого музею — музей діячів літератури і мистецтва Уманщини, Міщанське та Новоміщанське кладовиша, церква Святого Успіння.

Уманський лікеро-горілчаний завод
Музей діячів літератури та мистецтва Уманьщини
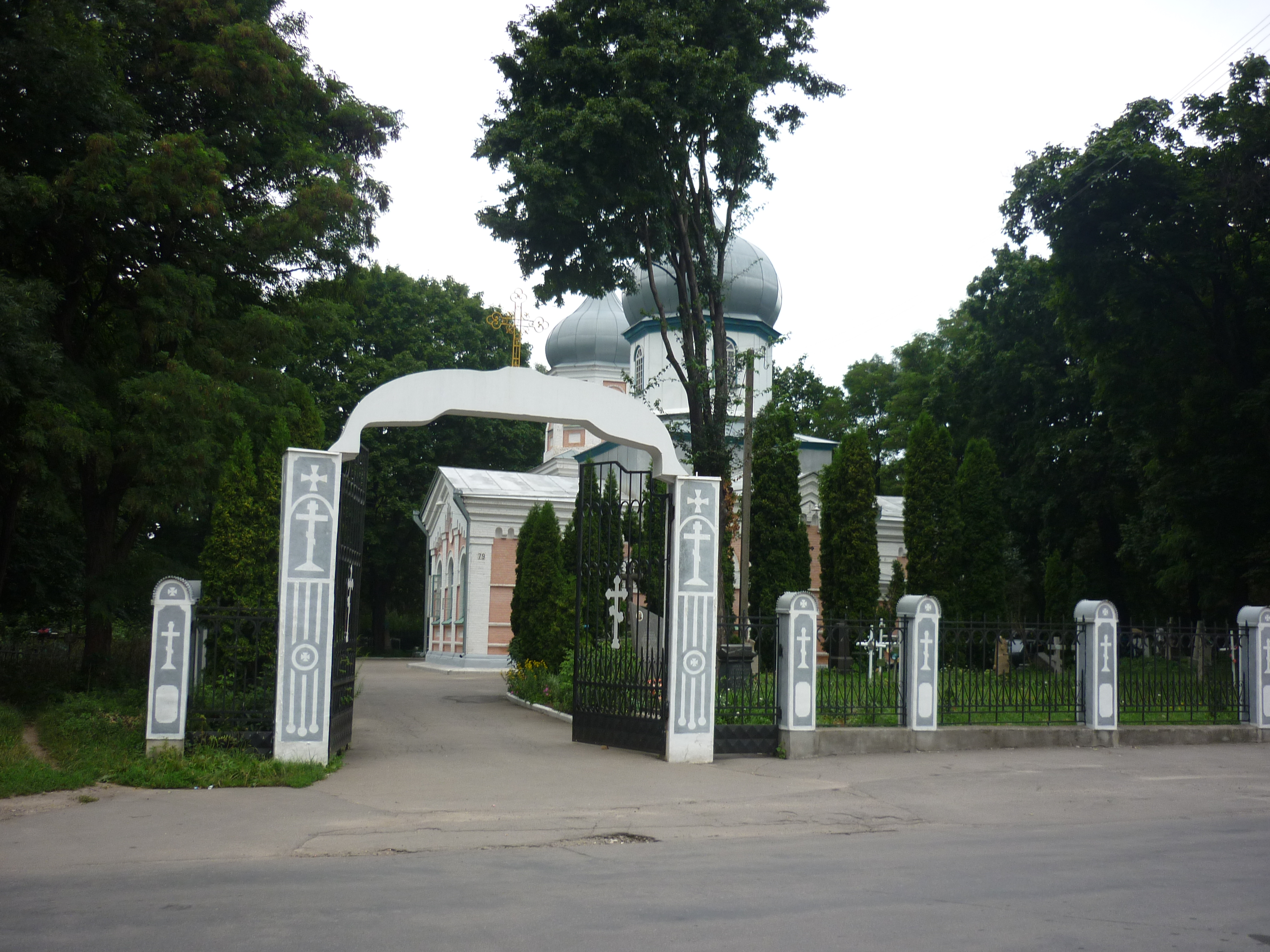
Свято-Успенська церква